# تايرون براون
تايرون براون (بالإنجليزية: Tyrone Brown)‏ هو لاعب كرة القدم الكندية أمريكي، ولد في 3 يناير 1973 في سينسيناتي في الولايات المتحدة.

## وصلات خارجية
- تايرون براون على موقع مرجع كرة القدم المحترفة.كوم (الإنجليزية)
- تايرون براون على موقع JustSportsStats.com (الإنجليزية)